# Udea hageni
Udea hageni là một loài bướm đêm trong họ Crambidae.